# 河越直重
河越 直重（かわごえ ただしげ / なおしげ）は南北朝時代から室町時代初期の武蔵国の国人。武蔵平一揆の中心人物の一人。武蔵河越氏最後の当主。河越高重の子。河越館城主。

## 生涯
生誕年は不明だが、足利直義が相模守として成良親王を奉じて鎌倉にいた期間に元服をし、「直」の字も直義から偏諱を受けたものとされている。建武元年（1334年）の「関東廂番定書写」には鎌倉を守る関東廂番衆の一番に父・高重（河越次郎高重）の名がみられるが、『園太暦』康永4年（1345年）8月17日条には「出羽守平直重天龍寺造営功」とあり、この間に高重から直重への当主の交代があったとみられる。
1352年の武蔵野合戦の小手指原の戦いで、武蔵平一揆を率いて足利方の先鋒を務め、足利直義派が加勢した新田勢を破る。その後、東国における代表的な足利尊氏派の一人として、武蔵国比企郡の笛吹峠の戦いでは新田義宗を越後国に、宗良親王を信濃国に敗走させ、その功で1353年には相模守護職に任じられる。
文和2年（1353年）8月、尊氏が京都へ戻る際には鎌倉の留守を任された。
延文4年（1359年）10月5日、関東管領畠山国清に従い関東勢20万余を率いて上洛した。『太平記』によると、直重は粋で華美な服装や奢侈な振る舞いを好む「ばさら大名」の1人であり、濃紫・薄紅など様々な色に染めた30頭の馬を引き連れた入京で、京の人々の度肝を抜いた。しかし反発も買ったようで、その夜泥棒に入られている。翌年7月、畠山国清・細川清氏らとともに摂津国天王寺に出陣し仁木義長を破った。
康安元年（1361年）11月、畠山国清が足利基氏と対立して鎌倉を出奔し伊豆で挙兵すると、その翌年9月には基氏に従い討伐軍として参加、国清は斬殺となった。基氏の下で旧「直義派」の上杉憲顕が関東管領として復権すると、貞治2年（1363年）、相模守護職を解任される。
応安元年（1368年）2月、上杉憲顕の留守を狙い反乱を起こすが敗れ、伊勢国に敗走した。
こうして、平安時代から武蔵国の武士団の棟梁で、「武蔵国惣検校職」をつとめてきた名門河越氏は400年の歴史の幕を閉じた。